# Enispa flavipars
Enispa flavipars är en fjärilsart som beskrevs av George Francis Hampson 1916. Enispa flavipars ingår i släktet Enispa och familjen nattflyn. Inga underarter finns listade i Catalogue of Life.